# James Ransone
James Finley Ransone III (ur. 2 czerwca 1979 w Baltimore) – amerykański aktor filmowy i telewizyjny.

## Życiorys
Urodził się i dorastał w Baltimore w stanie Maryland, jako syn Joyce (z domu Peterson) i Jamesa Finleya Ransonea II, weterana wojny wietnamskiej. Ma brata Dave'a. Ukończył George Washington Carver Center for Arts and Technology w Baltimore. Przez rok uczęszczał do School of Visual Arts na Manhattanie.
W 2001 zadebiutował na ekranie w filmie The American Astronaut. W dramacie erotycznym Harmony'ego Korine Ken Park (2002) wystąpił jako Tate, niestabilny i sadystyczny nastolatek, który zabija swoich dziadków. Pojawił się w reklamie Toyota Prius, która miała swoją premierę na Super Bowl 50 (2016).
Dorabiał także jako model. Popularność zyskał dzięki roli Ziggy’ego Sobotki w drugim sezonie serialu kryminalnego HBO Prawo ulicy (The Wire), kapral United States Marine Corps Josh Ray Person w miniserialu wojennym Generation Kill: Czas wojny. Za rolę Mikeya w dramacie Gwiazdeczka (2012) wraz z obsadą zdobył nagrodę specjalną im. Roberta Altmana Independent Spirit Awards.

## Wybrana filmografia

### filmy fabularne
- 2004: Apetyt na seks jako Dingy Dave
- 2006: Plan doskonały jako Darius Peltz / Steve-O
- 2008: Bal maturalny jako detektyw Nash
- 2010: Dla niej wszystko jako Harv
- 2012: Sinister jako zastępca szeryfa
- 2013: Władza jako Todd Lancaster
- 2013: Oldboy. Zemsta jest cierpliwa jako dr Tom Melby
- 2014: Kristy jako Scott
- 2015: Mandarynka jako Chester
- 2018: Family Blood jako Christopher
- 2019: To – Rozdział 2 jako dorosły Eddie Kaspbrak

### seriale TV
- 2001: Prawo i porządek jako Mark Dale
- 2002: Brygada ratunkowa (Third Watch) jako Frankie
- 2002: Nie ma sprawy jako Gary Morton
- 2003: Prawo ulicy (The Wire) jako Ziggy Sobotka
- 2005: CSI: Kryminalne zagadki Las Vegas jako Zack Capola
- 2006: Jerycho jako Daryl
- 2006: Prawo i porządek jako Michael Wayland
- 2008: Generation Kill: Czas wojny jako kapral Josh Ray Person
- 2010: Tożsamość szpiega jako Dennis Wayne Barfield
- 2010: Jak to się robi w Ameryce jako Tim
- 2011: Hawaii Five-0 jako Perry Hutchinson
- 2011: Treme jako Nick
- 2016: Bosch jako Eddie Arceneaux